# Chiloxionotus
Chiloxionotus is een geslacht van wantsen uit de familie van de Miridae (Blindwantsen). Het geslacht werd voor het eerst wetenschappelijk beschreven door Odo Reuter in 1907.

## Soorten
Het genus bevat de volgende soorten:

- Chiloxionotus argentinus Carvalho & Fontes, 1971
- Chiloxionotus bahianus Carvalho, 1975
- Chiloxionotus basiscutellatus Carvalho, 1949
- Chiloxionotus bicolor Carvalho & Fontes, 1971
- Chiloxionotus capixabensis Carvalho & Fontes, 1971
- Chiloxionotus chaquensis Carvalho & Carpintero, 1990
- Chiloxionotus cinnamomeus Carvalho & Fontes, 1971
- Chiloxionotus columbiensis Carvalho, 1987
- Chiloxionotus corcovadensis Carvalho, 1987
- Chiloxionotus fasciatus (Reuter, 1910)
- Chiloxionotus frushtorferi Reuter, 1907
- Chiloxionotus guanabarinus Carvalho, 1987
- Chiloxionotus guaranianus Carvalho & Carpintero, 1990
- Chiloxionotus iratiensis Carvalho, 1987
- Chiloxionotus luteiger (Stal, 1862)
- Chiloxionotus marianus Carvalho, 1988
- Chiloxionotus minensis Carvalho & Fontes, 1971
- Chiloxionotus monnei Carvalho, 1987
- Chiloxionotus nigrofasciatus Reuter, 1907
- Chiloxionotus nigrosulphureus Carvalho, 1987
- Chiloxionotus nigrus Carvalho & Fontes, 1971
- Chiloxionotus paineiranus Carvalho, 1987
- Chiloxionotus platytyloides Carvalho & Fontes, 1971
- Chiloxionotus rondoniensis Carvalho, 1985
- Chiloxionotus rubronigrus Carvalho, 1980
- Chiloxionotus simulacrum (Kirkaldy, 1902)
- Chiloxionotus sulinus Carvalho & Fontes, 1971
- Chiloxionotus willineri Carvalho & Carpintero, 1990